# Temporada da Indy Racing League de 2002
A Temporada da Indy Racing League de 2002 foi a sétima temporada da categoria, que começou no dia 2 de março e foi encerrado em 15 de setembro. O campeão foi o estadunidense Sam Hornish Jr. da equipe Panther Racing; Hornish foi o primeiro piloto bicampeão da IRL.

## Transmissão
Pelo segundo ano consecutivo o SporTV continua com os direitos de transmissão da competição, enquanto nos Estados Unidos a ABC e a ESPN dividem os direitos de transmissão.

## Calendário
| Prova | Nome da corrida           | Circuito                         | Local      | Data           |
| ----- | ------------------------- | -------------------------------- | ---------- | -------------- |
| 1     | Grand Prix of Miami       | Homestead-Miami Speedway         | Homestead  | 2 de março     |
| 2     | Bombardier ATV 200        | Phoenix International Raceway    | Phoenix    | 17 de março    |
| 3     | Yamaha Indy 400           | California Speedway              | Fontana    | 24 de março    |
| 4     | Firestone Indy 225        | Nazareth Speedway                | Nazareth   | 21 de abril    |
| 5     | 86th Indianapolis 500     | Indianapolis Motor Speedway      | Speedway   | 26 de maio     |
| 6     | Boomtown 500              | Texas Motor Speedway             | Fort Worth | 8 de junho     |
| 7     | Radisson Indy 225         | Pikes Peak International Raceway | Fountain   | 16 de junho    |
| 8     | SunTrust Indy Challenge   | Richmond International Raceway   | Richmond   | 29 de junho    |
| 9     | Ameristar Casino Indy 200 | Kansas Speedway                  | Kansas     | 7 de julho     |
| 10    | Firestone Indy 200        | Nashville Superspeedway          | Lebanon    | 20 de julho    |
| 11    | Michigan Indy 400         | Michigan International Speedway  | Brooklyn   | 28 de julho    |
| 12    | Belterra Casino Indy 300  | Kentucky Speedway                | Sparta     | 11 de agosto   |
| 13    | Gateway Indy 250          | Gateway International Raceway    | Madison    | 25 de agosto   |
| 14    | Delphi Indy 300           | Chicagoland Speedway             | Joliet     | 8 de setembro  |
| 15    | Chevy 500                 | Texas Motor Speedway             | Fort Worth | 15 de setembro |

- Circuitos ovais
- Circuitos de rua temporários
- Circuitos mistos permanentes

## Pilotos e Equipes
| Equipe                   | Chassis | Motor           | Pneu | Nº | Pilotos             | Corridas   |
| ------------------------ | ------- | --------------- | ---- | -- | ------------------- | ---------- |
| 310 Racing               | G-Force | Chevrolet       | F    | 31 | George Mack (R)     | 1-15       |
| 310 Racing               | G-Force | Chevrolet       | F    | 30 | George Mack (R)     | 5          |
| A. J. Foyt Racing        | Dallara | Chevrolet       | F    | 14 | Airton Daré         | 1-15       |
| A. J. Foyt Racing        | Dallara | Chevrolet       | F    | 14 | Donnie Beechler     | 5          |
| A. J. Foyt Racing        | Dallara | Chevrolet       | F    | 11 | Eliseo Salazar      | 1-4, 11-15 |
| A. J. Foyt Racing        | Dallara | Chevrolet       | F    | 11 | Richie Hearn        | 4          |
| A. J. Foyt Racing        | Dallara | Chevrolet       | F    | 11 | Greg Ray            | 5-9        |
| A. J. Foyt Racing        | Dallara | Chevrolet       | F    | 41 | Greg Ray            | 10-13      |
| Agajanian/Boat Racing    | Dallara | Chevrolet       | F    | 98 | Billy Boat          | 1-8        |
| Agajanian/Boat Racing    | Dallara | Nissan Infiniti | F    | 98 | Billy Boat          | 9-15       |
| Beck Motorsports         | Dallara | Chevrolet       | F    | 32 | Memo Gidley         | 5          |
| Beck Motorsports         | Dallara | Chevrolet       | F    | 32 | Johnny Herbert (R)  | 5          |
| Beck Motorsports         | Dallara | Chevrolet       | F    | 54 | Robby McGehee       | 7-9        |
| Blair Racing             | Dallara | Chevrolet       | F    | 44 | Alex Barron         | 1-15       |
| Bradley Motorsports      | Dallara | Chevrolet       | F    | 12 | Shigeaki Hattori    | 2          |
| Bradley Motorsports      | Dallara | Nissan Infiniti | F    | 12 | Shigeaki Hattori    | 3-7        |
| Bradley Motorsports      | Dallara | Nissan Infiniti | F    | 12 | Raul Boesel         | 9-15       |
| Brayton Racing           | Dallara | Chevrolet       | F    | 37 | John de Vries (R)   | 1-4        |
| Brayton Racing           | Dallara | Chevrolet       | F    | 37 | John de Vries (R)   | 5          |
| Brayton Racing           | Dallara | Chevrolet       | F    | 37 | Scott Harrington    | 5          |
| Brayton Racing           | Dallara | Chevrolet       | F    | 37 | Scott Harrington    | 11         |
| Cahill Racing            | Dallara | Chevrolet       | F    | 10 | Robby McGehee       | 1-4        |
| Cheever Racing           | Dallara | Nissan Infiniti | F    | 51 | Eddie Cheever       | 1-15       |
| Cheever Racing           | Dallara | Nissan Infiniti | F    | 52 | Tomas Scheckter (R) | 1-12       |
| Cheever Racing           | Dallara | Nissan Infiniti | F    | 52 | Buddy Rice (R)      | 14-15      |
| Cheever Racing           | Dallara | Nissan Infiniti | F    | 53 | Buddy Rice (R)      | 11-13      |
| Cheever Racing           | Dallara | Nissan Infiniti | F    | 53 | Max Papis           | 5          |
| Cheever Racing           | Dallara | Nissan Infiniti | F    | 53 | Robby McGehee       | 15         |
| Chip Ganassi Racing      | G-Force | Chevrolet       | F    | 9  | Jeff Ward           | 1-15       |
| Chip Ganassi Racing      | G-Force | Chevrolet       | F    | 18 | Cory Kruseman (R)   | 15         |
| Chip Ganassi Racing      | G-Force | Chevrolet       | F    | 22 | Kenny Bräck         | 5          |
| Chip Ganassi Racing      | G-Force | Chevrolet       | F    | 33 | Bruno Junqueira     | 5          |
| Convergent Racing        | G-Force | Chevrolet       | F    | 20 | Hideki Noda (R)     | 1-3        |
| Dreyer & Reinbold Racing | G-Force | Nissan Infiniti | F    | 24 | Robbie Buhl         | 1-2, 5-15  |
| Dreyer & Reinbold Racing | G-Force | Nissan Infiniti | F    | 24 | Memo Gidley         | 3          |
| Dreyer & Reinbold Racing | G-Force | Nissan Infiniti | F    | 24 | Sarah Fisher        | 4          |
| Dreyer & Reinbold Racing | G-Force | Nissan Infiniti | F    | 23 | Sarah Fisher        | 5, 8-15    |
| Hemelgarn Racing         | Dallara | Chevrolet       | F    | 91 | Buddy Lazier        | 1-15       |
| Indy Regency Racing      | G-Force | Chevrolet       | F    | 28 | Hideki Noda (R)     | 13-15      |
| Kelley Racing            | Dallara | Chevrolet       | F    | 8  | Scott Sharp         | 1-15       |
| Kelley Racing            | Dallara | Chevrolet       | F    | 7  | Al Unser, Jr.       | 1-9, 12-15 |
| Kelley Racing            | Dallara | Chevrolet       | F    | 7  | Tony Renna (R)      | 10-11      |
| Kelley Racing            | Dallara | Chevrolet       | F    | 78 | Tony Renna (R)      | 12-15      |
| Mi-Jack Conquest Racing  | Dallara | Nissan Infiniti | F    | 34 | Laurent Redon (R)   | 1-15       |
| Mo Nunn Racing           | G-Force | Chevrolet       | F    | 17 | Tony Kanaan         | 5          |
| Panther Racing           | Dallara | Chevrolet       | F    | 4  | Sam Hornish, Jr.    | 1-15       |
| Panther Racing           | Dallara | Chevrolet       | F    | 15 | Dan Wheldon (R)     | 14-15      |
| PDM Racing               | Dallara | Chevrolet       | F    | 18 | Tyce Carlson        | 1-2        |
| PDM Racing               | Dallara | Chevrolet       | F    | 18 | Jeret Schroeder     | 3          |
| PDM Racing               | Dallara | Chevrolet       | F    | 18 | John de Vries (R)   | 6          |
| Racing Professionals     | G-Force | Chevrolet       | F    | 16 | Jon Herb            | 1-4, 6-8   |
| Racing Professionals     | G-Force | Chevrolet       | F    | 16 | Jon Herb            | 5          |
| Sam Schmidt Motorsports  | Dallara | Chevrolet       | F    | 21 | Felipe Giaffone     | 1-15       |
| Sam Schmidt Motorsports  | Dallara | Chevrolet       | F    | 20 | Richie Hearn        | 5, 7-12    |
| Sam Schmidt Motorsports  | Dallara | Chevrolet       | F    | 20 | Anthony Lazzaro (R) | 13         |
| Sam Schmidt Motorsports  | Dallara | Chevrolet       | F    | 20 | Greg Ray            | 14-15      |
| Sam Schmidt Motorsports  | Dallara | Chevrolet       | F    | 99 | Richie Hearn        | 3, 15      |
| Sam Schmidt Motorsports  | Dallara | Chevrolet       | F    | 99 | Anthony Lazzaro (R) | 1-2, 4     |
| Sam Schmidt Motorsports  | Dallara | Chevrolet       | F    | 99 | Anthony Lazzaro (R) | 5          |
| Sam Schmidt Motorsports  | Dallara | Chevrolet       | F    | 99 | Mark Dismore        | 5          |
| Sam Schmidt Motorsports  | Dallara | Chevrolet       | F    | 99 | Jimmy Kite          | 5          |
| Team Green               | Dallara | Chevrolet       | F    | 26 | Paul Tracy          | 5          |
| Team Green               | Dallara | Chevrolet       | F    | 27 | Dario Franchitti    | 5          |
| Team Green               | Dallara | Chevrolet       | F    | 39 | Michael Andretti    | 5          |
| Team Menard              | Dallara | Chevrolet       | F    | 2  | Jaques Lazier       | 1-4        |
| Team Menard              | Dallara | Chevrolet       | F    | 2  | Raul Boesel         | 5-6        |
| Team Menard              | Dallara | Chevrolet       | F    | 2  | Mark Dismore        | 7-11       |
| Team Menard              | Dallara | Chevrolet       | F    | 2  | Vitor Meira (R)     | 12-15      |
| Team Menard              | Dallara | Chevrolet       | F    | 31 | Robby Gordon        | 5          |
| Team Penske              | Dallara | Chevrolet       | F    | 3  | Hélio Castroneves   | 1-15       |
| Team Penske              | Dallara | Chevrolet       | F    | 6  | Gil de Ferran       | 1-14       |
| Team Penske              | Dallara | Chevrolet       | F    | 6  | Max Papis           | 15         |
| Team Rahal               | Dallara | Chevrolet       | F    | 19 | Jimmy Vasser        | 3, 5       |
| Treadway Racing          | G-Force | Chevrolet       | F    | 5  | Rick Treadway (R)   | 5          |
| Treadway Racing          | G-Force | Chevrolet       | F    | 67 | Rick Treadway (R)   | 15         |
| Treadway Racing          | G-Force | Chevrolet       | F    | 55 | Rick Treadway (R)   | 1-6        |
| Treadway Racing          | G-Force | Chevrolet       | F    | 55 | Arie Luyendyk       | 5, 11      |
| Treadway Racing          | G-Force | Chevrolet       | F    | 55 | Anthony Lazzaro (R) | 7          |
| Treadway Racing          | G-Force | Chevrolet       | F    | 55 | Will Langhorne (R)  | 12, 14-15  |
| Treadway Racing          | G-Force | Chevrolet       | F    | 55 | Robby McGehee       | 13         |
| Walker Racing            | Dallara | Nissan Infiniti | F    | 15 | Oriol Servià        | 5          |
| Zali Racing              | G-Force | Chevrolet       | F    | 81 | Billy Roe           | 1          |
| Zali Racing              | G-Force | Chevrolet       | F    | 81 | Billy Roe           | 5          |

- (R) - Rookie
- Pilotos que disputaram todas as corridas
- Pilotos que disputaram parcialmente a temporada
- Corridas em que o piloto não se qualificou

## Resultados
| #  | Grande Prêmio | Pole Position     | Líder por mais voltas | Vencedor          | Equipe       | Descrição |
| -- | ------------- | ----------------- | --------------------- | ----------------- | ------------ | --------- |
| 1  | Miami         | Sam Hornish, Jr.  | Sam Hornish, Jr.      | Sam Hornish, Jr.  | Panther      | Descrição |
| 2  | Phoenix       | Hélio Castroneves | Sam Hornish, Jr.      | Hélio Castroneves | Penske       | Descrição |
| 3  | Fontana       | Jaques Lazier     | Sam Hornish, Jr.      | Sam Hornish, Jr.  | Panther      | Descrição |
| 4  | Nazareth      | Gil de Ferran     | Gil de Ferran         | Scott Sharp       | Kelley       | Descrição |
| 5  | Indianápolis  | Bruno Junqueira   | Tomas Scheckter       | Hélio Castroneves | Penske       | Descrição |
| 6  | Texas 1       | Tomas Scheckter   | Tomas Scheckter       | Jeff Ward         | Chip Ganassi | Descrição |
| 7  | Colorado      | Gil de Ferran     | Gil de Ferran         | Gil de Ferran     | Penske       | Descrição |
| 8  | Richmond      | Gil de Ferran     | Gil de Ferran         | Sam Hornish, Jr.  | Panther      | Descrição |
| 9  | Kansas        | Tomas Scheckter   | Tomas Scheckter       | Airton Daré       | A. J. Foyt   | Descrição |
| 10 | Nashville     | Billy Boat        | Sam Hornish, Jr.      | Alex Barron       | Blair        | Descrição |
| 11 | Michigan      | Tomas Scheckter   | Tomas Scheckter       | Tomas Scheckter   | Cheever      | Descrição |
| 12 | Kentucky      | Sarah Fisher      | Felipe Giaffone       | Felipe Giaffone   | Mo Nunn      | Descrição |
| 13 | Gateway       | Gil de Ferran     | Hélio Castroneves     | Gil de Ferran     | Penske       | Descrição |
| 14 | Chicago       | Sam Hornish, Jr.  | Sam Hornish, Jr.      | Sam Hornish, Jr.  | Panther      | Descrição |
| 15 | Texas 2       | Vitor Meira       | Hélio Castroneves     | Sam Hornish, Jr.  | Panther      | Descrição |

## Pontuação
| Pos | Piloto       | HOM | PHO | FON | NAZ | IND | TX1 | COL | RIC | KAN | NAS | MIC | KEN | GAT | CHI | TX2 | Pts |
| --- | ------------ | --- | --- | --- | --- | --- | --- | --- | --- | --- | --- | --- | --- | --- | --- | --- | --- |
| 1   | Hornish Jr.  | 1   | 3   | 1   | 17  | 25  | 18  | 3   | 1   | 2   | 3   | 7   | 2   | 5   | 1   | 1   | 531 |
| 2   | Castroneves  | 3   | 1   | 5   | 5   | 1   | 4   | 2   | 17  | 3   | 9   | 6   | 5   | 2   | 4   | 2   | 511 |
| 3   | de Ferran    | 2   | 2   | 4   | 3   | 10  | 16  | 1   | 2   | 5   | 2   | 5   | 21  | 1   | 23  |     | 443 |
| 4   | Giaffone     | 7   | 19  | 6   | 2   | 3   | 5   | 4   | 3   | 4   | 7   | 3   | 1   | 21  | 6   | 17  | 432 |
| 5   | Barron       | 8   | 23  | 12  | 6   | 4   | 10  | 10  | 10  | 8   | 1   | 12  | 9   | 3   | 12  | 5   | 366 |
| 6   | Sharp        | 20  | 16  | 8   | 1   | 27  | 14  | 5   | 21  | 6   | 8   | 9   | 4   | 18  | 7   | 4   | 332 |
| 7   | Unser Jr.    | 19  | 5   | 11  | 12  | 12  | 2   | 6   | 5   | 17  |     |     | 6   | 7   | 2   | 20  | 311 |
| 8   | B. Lazier    | 22  | 7   | 7   | 23  | 15  | 8   | 15  | 18  | 7   | 12  | 13  | 3   | 15  | 3   | 7   | 305 |
| 9   | Daré         | 10  | 12  | 13  | 11  | 13  | 3   | 9   | 6   | 1   | 17  | 23  | 23  | 11  | 16  | 12  | 304 |
| 10  | Cheever      | 25  | 15  | 20  | 7   | 5   | 19  | 8   | 14  | 16  | 6   | 22  | 11  | 10  | 5   | 8   | 280 |
| 11  | Ward         | 4   | 18  | 10  | 19  | 9   | 1   | 20  | 8   | 12  | 11  | 25  | 16  | 13  | 21  | 25  | 268 |
| 12  | Redon        | 15  | 14  | 3   | 15  | 22  | 15  | 7   | 15  | 22  | 16  | 11  | 20  | 22  | 25  | 10  | 229 |
| 13  | Boat         | 16  | 8   | 18  | 8   | 18  | 7   | 14  | 22  | 9   | 14  | 14  | 19  | 23  | 19  | 24  | 225 |
| 14  | Scheckter    | 6   | 24  | 24  | 21  | 26  | 17  | 16  | 4   | 15  | 13  | 1   | 22  |     |     |     | 210 |
| 15  | Hearn        |     |     | 14  | 14  | 6   | 9   | 11  | 7   | 10  | 4   | 10  | 24  |     |     |     | 204 |
| 16  | Mack         | 13  | 20  | 16  | 18  | 12  | 21  | 13  | 20  | 18  | 15  | 20  | 17  | 16  | 14  | 28  | 184 |
| 17  | Buhl         | 12  | 13  |     |     | 16  | 20  | 23  | 13  | 21  | 24  | 24  | 10  | 6   | 20  | 18  | 177 |
| 18  | Fisher       |     |     |     | 4   | 24  |     |     | 16  | 14  | 22  | 8   | 8   | 20  | 22  | 11  | 161 |
| 19  | Boesel       |     |     |     |     | 21  | 13  |     |     | 11  | 5   | 15  | 13  | 8   | 11  | 22  | 158 |
| 20  | Salazar      | 5   | 4   | 15  |     |     |     |     |     |     | 19  | 19  | 14  | 14  | 18  | 16  | 157 |
| 21  | McGehee      | 14  | 21  | 17  | 13  |     |     | 17  | 9   | 13  |     |     |     | 12  |     | 13  | 142 |
| 22  | Rice         |     |     |     |     |     |     |     |     |     |     | 2   | 12  | 4   | 9   | 6   | 140 |
| 23  | Ray          |     |     |     |     | 33  | 12  | 18  | 12  | 19  | 20  | 17  | 25  | 19  | 17  | 14  | 128 |
| 24  | Renna        |     |     |     |     | 28  |     |     |     |     | 10  | 4   | 7   | 24  | 15  | 9   | 121 |
| 25  | Meira        |     |     |     |     |     |     |     |     |     |     |     | 15  | 9   | 8   | 3   | 96  |
| 26  | J. Lazier    | 18  | 6   | 2   | 20  |     |     |     |     |     |     |     |     |     |     |     | 90  |
| 27  | Hattori      |     | 25  | 26  | 10  | 20  | 6   | 19  |     |     |     |     |     |     |     |     | 78  |
| 28  | Treadway     | 24  | 9   | 22  | 16  | 29  | 23  |     |     | 23  |     |     |     |     |     | 19  | 76  |
| 29  | Dismore      |     |     |     |     | 32  |     | 11  | 11  | 20  | 18  | 18  |     |     |     |     | 73  |
| 30  | Lazzaro      | 9   | 17  |     | 9   | NQ  |     | 22  |     |     |     |     |     | 25  |     |     | 70  |
| 31  | Herb         | NL  | 11  | 19  | 22  | NQ  | 22  | 21  | 19  |     |     |     |     |     |     |     | 70  |
| 32  | Noda         | 23  | 10  | 25  |     |     |     |     |     |     |     |     |     | 17  | 24  | 27  | 54  |
| 33  | de Vries     | 17  | 22  | 23  | NL  | NQ  | 11  |     |     |     |     |     |     |     |     |     | 53  |
| 34  | Tracy        |     |     |     |     | 2   |     |     |     |     |     |     |     |     |     |     | 40  |
| 35  | Langhorne    |     |     |     |     |     |     |     |     |     |     |     | 18  |     | 13  | 23  | 36  |
| 36  | Wheldon      |     |     |     |     |     |     |     |     |     |     |     |     |     | 10  | 15  | 35  |
| 37  | Luyendyk     |     |     |     |     | 14  |     |     |     |     |     | 16  |     |     |     |     | 30  |
| 38  | Mi. Andretti |     |     |     |     | 7   |     |     |     |     |     |     |     |     |     |     | 26  |
| 39  | Gordon       |     |     |     |     | 8   |     |     |     |     |     |     |     |     |     |     | 24  |
| 40  | Vasser       |     |     | 9   |     | 30  |     |     |     |     |     |     |     |     |     |     | 23  |
| 41  | Carlson      | 11  | NL  |     |     |     |     |     |     |     |     |     |     |     |     |     | 23  |
| 42  | Bräck        |     |     |     |     | 11  |     |     |     |     |     |     |     |     |     |     | 19  |
| 43  | Papis        |     |     |     |     | 23  |     |     |     |     |     |     |     |     |     | 21  | 16  |
| 44  | Franchitti   |     |     |     |     | 19  |     |     |     |     |     |     |     |     |     |     | 11  |
| 45  | Roe          | 21  |     |     |     | NQ  |     |     |     |     |     |     |     |     |     |     | 9   |
| 45  | Gidley       |     |     | 21  |     |     |     |     |     |     |     |     |     |     |     |     | 9   |
| 45  | Harrington   |     |     |     |     | NQ  |     |     |     |     |     | 21  |     |     |     |     | 9   |
| 48  | Kruseman     |     |     |     |     |     |     |     |     |     |     |     |     |     |     | 26  | 4   |
| 49  | Schroeder    |     |     | 27  |     |     |     |     |     |     |     |     |     |     |     |     | 3   |
| 50  | Kanaan       |     |     |     |     | 28  |     |     |     |     |     |     |     |     |     |     | 2   |
| 51  | Junqueira    |     |     |     |     | 31  |     |     |     |     |     |     |     |     |     |     | 1   |
| —   | Beechler     |     |     |     |     | NQ  |     |     |     |     |     |     |     |     |     |     | 0   |
| —   | Herbert      |     |     |     |     | NQ  |     |     |     |     |     |     |     |     |     |     | 0   |
| —   | Kite         |     |     |     |     | NQ  |     |     |     |     |     |     |     |     |     |     | 0   |
| —   | Servià       |     |     |     |     | NQ  |     |     |     |     |     |     |     |     |     |     | 0   |
| Pos | Piloto       | HOM | PHO | FON | NAZ | IND | TX1 | COL | RIC | KAN | NAS | MIC | KEN | GAT | CHI | TX2 | Pts |

| Cor           | Resultado             |
| ------------- | --------------------- |
| Ouro          | Vencedor              |
| Prata         | 2º lugar              |
| Bronze        | 3º lugar              |
| Verde         | 4º ao 5º lugar        |
| Azul          | 6º ao 10º lugar       |
| Roxo          | 11º lugar em diante   |
| Púrpura       | Não terminou          |
| Vermelho      | Não classificado (NQ) |
| Preto         | Desclassificado (DSQ) |
| Branco        | Não começou (NL)      |
| Marrom        | Substituído (S)       |
| Azul claro    | Apenas treino (AT)    |
| Sem cor       | Não participou        |
| Sem cor       | Lesionado (LES)       |
| Sem cor       | Excluído (EX)         |
|               |                       |
| Negrito       | Pole-position         |
| Itálico       | Líder por mais voltas |
| Rookie do ano |                       |
| Rookie        |                       |

Pontuação por prova
| Posição | 1  | 2  | 3  | 4  | 5  | 6  | 7  | 8  | 9  | 10 | 11 | 12 | 13 | 14 | 15 | 16 | 17 | 18 | 19 | 20 | 21 | 22 | 23 | 24 | 25 | 26 | 27 | 28 | 29 | 30 | 31 | 32 | 33 | VL |
| ------- | -- | -- | -- | -- | -- | -- | -- | -- | -- | -- | -- | -- | -- | -- | -- | -- | -- | -- | -- | -- | -- | -- | -- | -- | -- | -- | -- | -- | -- | -- | -- | -- | -- | -- |
| Pontos  | 50 | 40 | 35 | 32 | 30 | 28 | 26 | 24 | 22 | 20 | 19 | 18 | 17 | 16 | 15 | 14 | 13 | 12 | 11 | 10 | 9  | 8  | 7  | 6  | 5  | 4  | 3  | 2  | 1  | 1  | 1  | 1  | 1  | 2  |